# Theo Willems
Theodorus „Theo” Willems  (ur. 22 lutego 1891 w Uden, zm. 12 kwietnia 1960 w Bakel) – holenderski łucznik, mistrz olimpijski.

## Kariera sportowa
Willems startował na Letnich Igrzyskach Olimpijskich 1920 w Antwerpii. Podczas tych igrzysk sportowiec wraz z holenderską reprezentacją zdobył złoty medal w celu ruchomym z 28 metrów. Wśród holenderskich łuczników, Willems miał szósty wynik (374 punkty). Cała ośmioosobowa drużyna zdobyła 3087 punktów, wyprzedzając drugą Belgię o ponad 160 oczek. Była to jedyna konkurencja olimpijska, w której startował.